# Marc Lauenstein

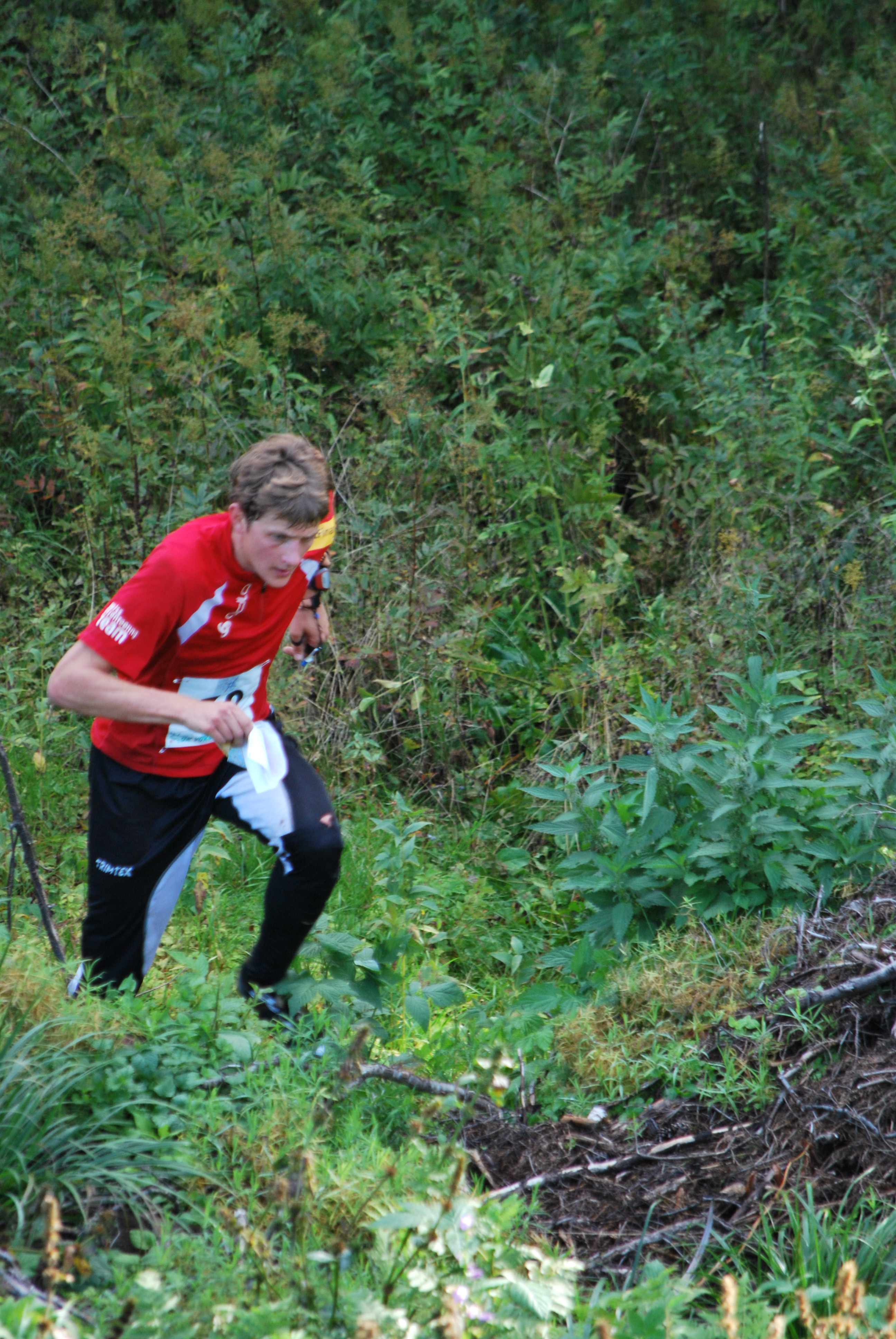
Marc Lauenstein (2009)

Marc Lauenstein (* 15. September 1980 in Cormondrèche) ist ein Schweizer Orientierungsläufer. Er ist zweifacher Vizeweltmeister auf der Langdistanz.
Bei den Ski-Orientierungslauf-Weltmeisterschaften 2002 in Bulgarien startete Lauenstein für die Schweiz und belegte dabei den sechsten Platz mit der Staffel. In den Einzelwettbewerben belegte er Platz 15 und Platz 19. Im Sommer 2002 wurde er auch im Orientierungslauf erstmals international eingesetzt. Er startete bei den Europameisterschaften in Ungarn und im Weltcup. Im Jahr darauf startete er bei der Heim-Weltmeisterschaft in Rapperswil und wurde dabei mit der Staffel Vierter. Der Durchbruch gelang ihm 2005, als er den zweiten Platz auf der Langdistanz hinter dem Russen Andrei Chramow erreichte. In der Staffel mit Matthias Merz und Daniel Hubmann gewann er Bronze. Auch bei der Weltmeisterschaft 2006 wurde er Zweiter auf der langen Strecke, diesmal hinter Jani Lakanen aus Finnland. Als Langdistanzspezialist startete er bei den folgenden Weltmeisterschaften auf der langen Strecke, kam aber nicht mehr über einen achten Platz heraus. Bei Europameisterschaften erreichte er 2010 in Primorsko einen fünften Platz auf der Langdistanz, den er bei den Europameisterschaften zwei Jahre später wiederholte. Bei seinen letzten Weltmeisterschaften im gleichen Jahr in Lausanne wurde er Neunter auf der Mitteldistanz.
Die Schweizer Meisterschaft gewann er 2002 mit dem CO Chenau und 2011 mit dem ANCO Neuchâtel in der Staffel. 2002 war er Schweizer Meister im Nachtlauf und 2005 mit Chenau Meister im Team. Mit dem Verein Vehkalahden Veikot startete er mehrfach bei der Jukola und belegte dabei viermal den dritten Platz.
2006 gewann Lauenstein den Napf-Marathon, einen Bergmarathon mit über 1500 Höhenmetern in der Zeit von 2:58:28 h.

## Platzierungen
| Weltmeisterschaften | Sprint | Mittel | Lang | Staffel |
| ------------------- | ------ | ------ | ---- | ------- |
| 2003 Rapperswil     |        |        | 21.  | 4.      |
| 2004 Västerås       |        |        | 20.  |         |
| 2005 Aichi          | 15.    |        | 2.   | 3.      |
| 2006 Aarhus         |        |        | 2.   | 4.      |
| 2008 Olomouc        |        |        | 14.  |         |
| 2009 Miskolc        |        |        | 12.  |         |
| 2010 Trondheim      |        |        | 12.  |         |
| 2011 Savoie         |        |        | 8.   |         |
| 2012 Lausanne       |        | 9.     |      |         |

| Europameisterschaften | Sprint | Mittel | Lang | Staffel |
| --------------------- | ------ | ------ | ---- | ------- |
| 2002 Sümeg            | 21.    | 11.    |      |         |
| 2004 Roskilde         | 30.    |        | 32.  |         |
| 2008 Ventspils        |        | 27.    |      |         |
| 2010 Primorsko        | 8.     |        | 5.   |         |
| 2012 Falun            |        | 7.     | 5.   |         |

| Gesamt-Weltcup | Gesamt-Weltcup |
| -------------- | -------------- |
| 2002           | 59.            |
| 2004           | 19.            |
| 2005           | 8.             |
| 2006           | 54.            |
| 2007           | 17.            |
| 2008           | 14.            |
| 2009           | 18.            |
| 2010           | 25.            |
| 2011           | 12.            |
| 2012           | 25.            |